# Лойма (село)
Ло́йма — село в Республике Коми, центр сельского поселения Лойма Прилузского района. Расположено на правом берегу реки Лузы, протяженность села составляет более 20 километров.

## Население
| 2010 |
| ---- |
| 237  |

Постоянное население на 1 января 2006 года — 216 человек.
В летний период население увеличивается в несколько раз за счёт дачников и отдыхающих.

## История
Первые поселенцы осели на территории Лоймы не позднее VIII века н. э., во всяком случае в IX—XII веках формировался один из лоемских могильников. Судя по погребальному инвентарю первопоселенцы в основном имели фино-угорское происхождение, причём среди них уже тогда были христиане.
Вероятно в XIII веке в Лойму вливается волна русских переселенцев, бегущих от монгольского нашествия. Ими же строится укреплённый город, просуществовавший до XVII века. Он был деревянный, окруженный оврагами и рвами. К сожалению, данных о укреплениях и боеспособности городка нет. В XV веке, когда в Прилузье возводятся Объячевский и Спаспорубский города, укрепляют и Лоемский городок. В 1620 году он числится в «Книге Большому чертежу» как ветхий. Постепенно необходимость в нём отпадает и к концу XVII века он разрушается и исчезает. На настоящий момент точное место его расположерния не известно.
После череды неурожайных лет в 1630—1640 годов население сократилось почти вдвое. На 61 жилой двор приходилось 62 пустых, полностью опустели 11 ближайших деревень. Их жители умерли от голода, обнищали или ушли в Сибирь.
В 1802—1804 годах строится первый каменный храм Успения Пресвятой Богородицы, взамен одноимённой деревянной обветшавшей церкви. В 1882—1884 этот храм перестраивается и значительно расширяется.
Перепись 1873 года показывает, что на тот момент в селе проживало 1449 человек.
В 1875 году было открыто земское училище.
В 1901 году — библиотека для народного чтения.
Сильный пожар летом 1919 года уничтожил практически весь исторический центр села.
На самой заре советского периода (1921 год) население Лоймы возросло до 3617 человек, после чего в результате репрессий, войн и общего упадка государства население начало сокращаться.

## Достопримечательности
В Лойме находится каменный храм Успения Пресвятой Богородицы (1802—1884) с сохранившимися росписями Васнецовской школы (1915) — один из красивейших храмов Республики Коми.
Так называемый «Лоемский могильник» — некрополь раннего средневековья. Датирован IX в. н. э.
К достопримечательностям можно отнести такие этнографические элементы:
- Лоемский диалект. Диалектическая разновидность древнерусского языка с некоторым влиянием вятского и новгородского диалектов. Характерно замена звуков «ц» на «ч», речь быстрая и в то же время певучая. Большое количество архаизмов.
- Костюм. Женский костюм имеет ряд отличий от традиционного прилузского костюма, показывая среднерусское влияние. Мужской традиционный костюм особо не отличается от традиционного русского костюма. Однако эта тема ещё очень слабо изучена.
- Дом. Традиционный дом состоит из двух жилых (зимней и летней) и одной хозяйственной половины под единой двускатной кровлей. Со второй половины XIX века богатые дома обшиваются тёсом по одинаковой схеме.
- Мифология. Являясь по сути мифологией славянской, лоемская мифология во многих своих аспектах не имеет аналогов ни в русском, ни в коми фольклоре.